# Oxxo

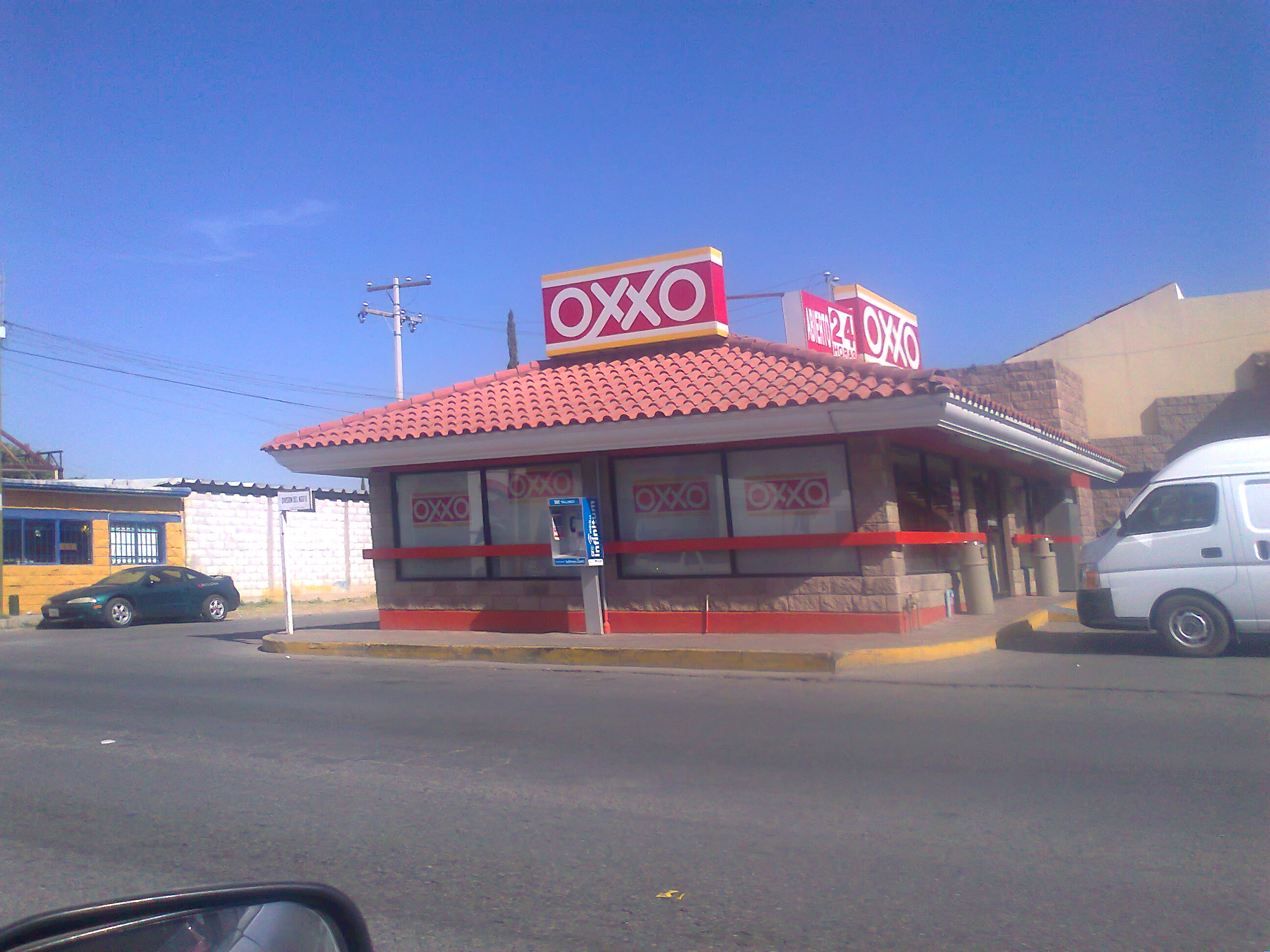
OXXO Winkel in Torreón, Mexico

Oxxo is een Mexicaanse keten van gemakswinkels. Oxxo is eigendom van het concern FEMSA.
De eerste Oxxo opende in 1978 zijn deuren in Monterrey, met als doel de producten van FEMSA, voornamelijk van de bierbrouwerij Cervecería Cuauhtémoc Moctezuma, te promoten. Het idee en de inrichting werd grotendeels overgenomen van Amerikaanse convenience stores als 7-Eleven. Korte tijd later werden de eerste Oxxo's in Hermosillo, Mexicali en Chihuahua geopend, en tegenwoordig heeft het bedrijf 9.664 vestigingen in Mexico en 23 in Colombia.